# Taio Cruz
Jacob Taio Cruz, születési nevén Adetayo Ayowale Onile-Ere, művésznevén Taio Cruz (London, 1980. április 23. –) nigériai-brazil származású angol énekes, dalszerző, rapper és zenei producer.

## Élete
1980. április 23-án született Londonban, nigériai apa és brazil anya gyermekeként, a Christ's Hospital magániskolába járt.
Debütáló albuma 2008-ban jelent meg Departure címmel, melynek egyúttal dalszerzője és producere is volt. Az album aranylemez lett az Egyesült Királyságban, és MOBO-díjat (Music of Black Origin) hozott számára. 2009-ben ért el nemzetközi áttörést második nagylemezével, a Rokstarr-ral, amelyről két kislemez, a "Break Your Heart" és a "Dynamite" is világszerte sláger lett. Ezután olyan előadókkal jelent meg közös dala, mint Kesha ("Dirty Picture"), valamint Kylie Minogue és Travie McCoy ("Higher"). 2011-es "Telling the World" című dala a Rio című animációs film betétdala volt. Cruz harmadik albuma, a TY.O 2011 decemberében jelent meg.

## Diszkográfia

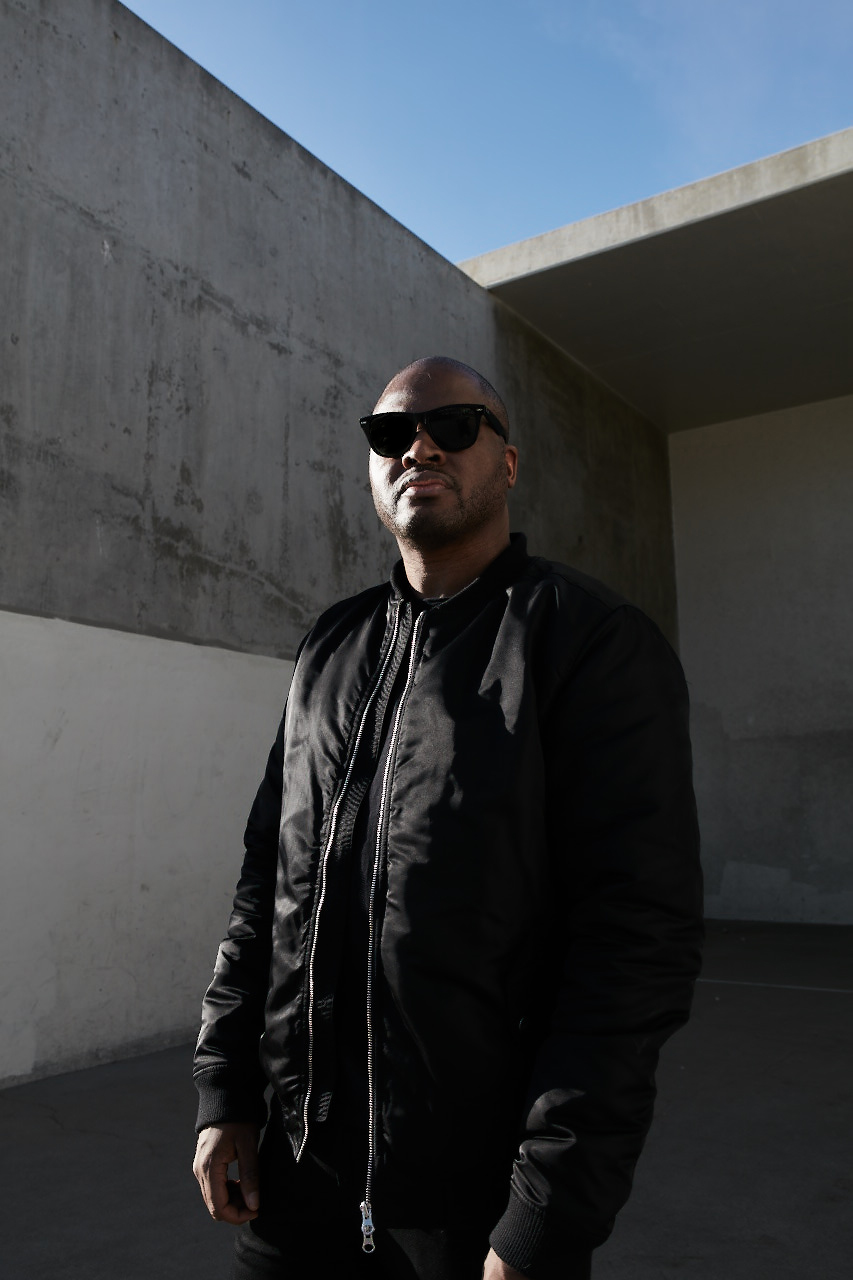
2017-ben

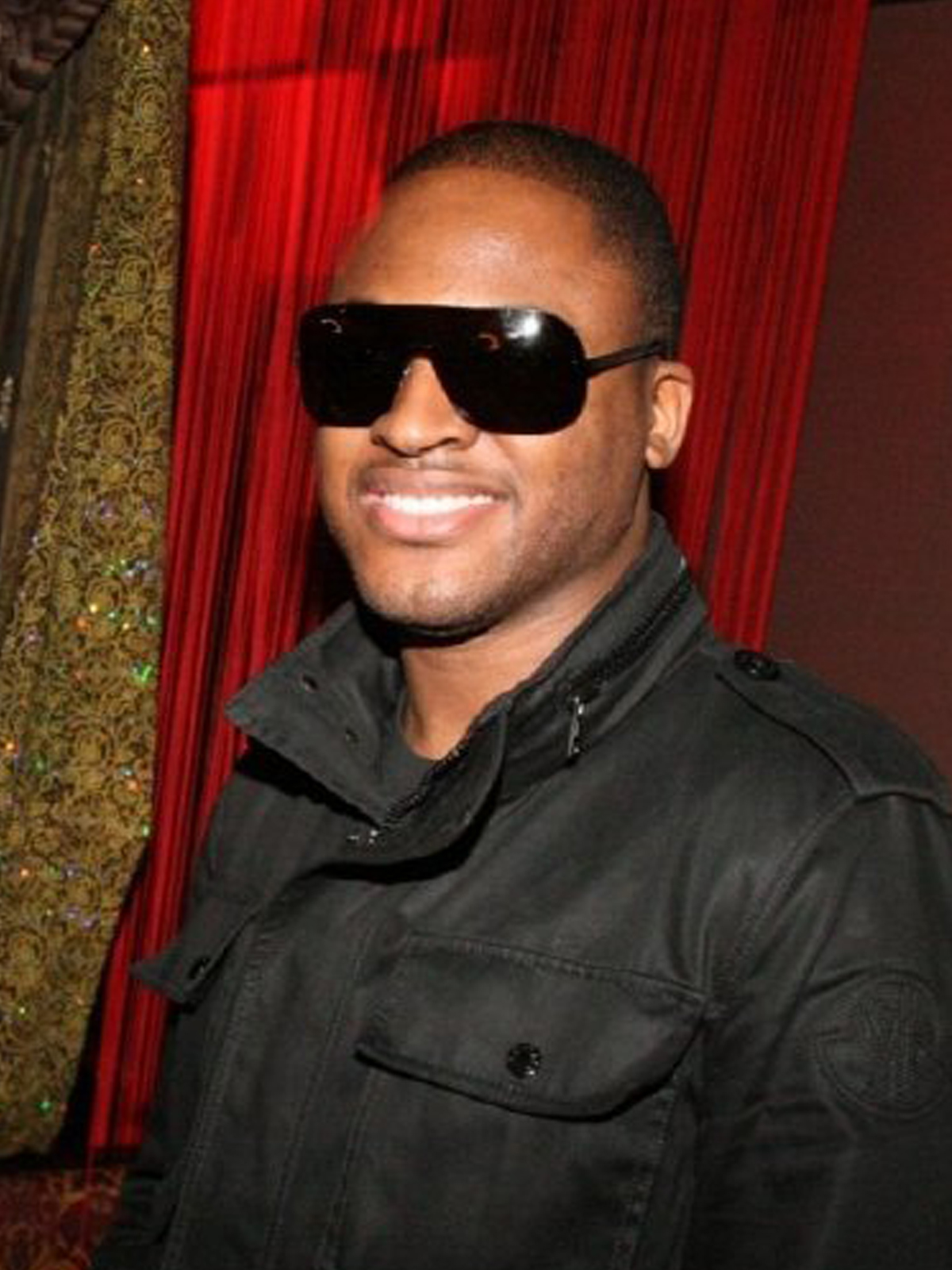
2009-ben

### Nagylemezek
- Departure (2008)
- Rokstarr (2009)
- TY.O (2011)

### Válogatásalbumok
- The Rokstarr Collection (2010)

### EP-k
- The Fast Hits (2012)

### Kislemezek
- I Just Wanna Know (2006)
- Moving On (2007)
- Come On Girl (2008, közr. Luciana)
- I Can Be (2008)
- She's like a Star (2008)
- Break Your Heart (2009, közr. Ludacris)
- No Other One (2009)
- Dirty Picture (2010, közr. Kesha)
- Dynamite (2010)
- Higher (2010, közr. Kylie Minogue és Travie McCoy)
- Telling the World (2011)
- Falling in Love (2011)
- Hangover (2011, közr. Flo Rida)
- Troublemaker (2011)
- There She Goes (2012, közr. Pitbull)
- World in Our Hands (2012)
- Fast Car (2012)
- Do What You Like (2015)
- Booty Bounce (2016, közr. Tujamo)
- Row the Body (2017, közr. French Montana)
- Signs (2018, közr. HUGEL)
- Me On You (2018, közr. Nicky Romero)
- Time for You (2019, közr. Wonder Stereo)

### Kislemezek közreműködő előadóként
- Rainfall (2003, közr. Nitin Sawhney)
- Take Me Back (2009, közr. Tinchy Stryder)
- Second Chance (2010, közr. Tinchy Stryder)
- Shine a Light (2010, közr. McFly)
- Written in the Stars  (The Arcade Southside Remix) (2010, közr. Tinie Tempah és Eric Turner)
- Cryin' Over You (2011, közr. Nightcrawlers)
- Little Bad Girl (2011, közr. David Guetta és Ludacris)

## Fordítás
- Ez a szócikk részben vagy egészben  a   Taio Cruz című angol Wikipédia-szócikk ezen változatának fordításán alapul.  Az eredeti cikk szerkesztőit annak laptörténete sorolja fel. Ez a jelzés csupán a megfogalmazás eredetét és a szerzői jogokat jelzi, nem szolgál a cikkben szereplő információk forrásmegjelöléseként.